# Tokary (przystanek kolejowy)
Tokary – nieczynny przystanek kolejowy w Tokarach, w gminie Golub-Dobrzyń, w powiecie golubsko-dobrzyńskim, w województwie kujawsko-pomorskim, w Polsce. Przystanek został zamknięty w dniu 1 października 1999 roku.